# London Inner Ring Road

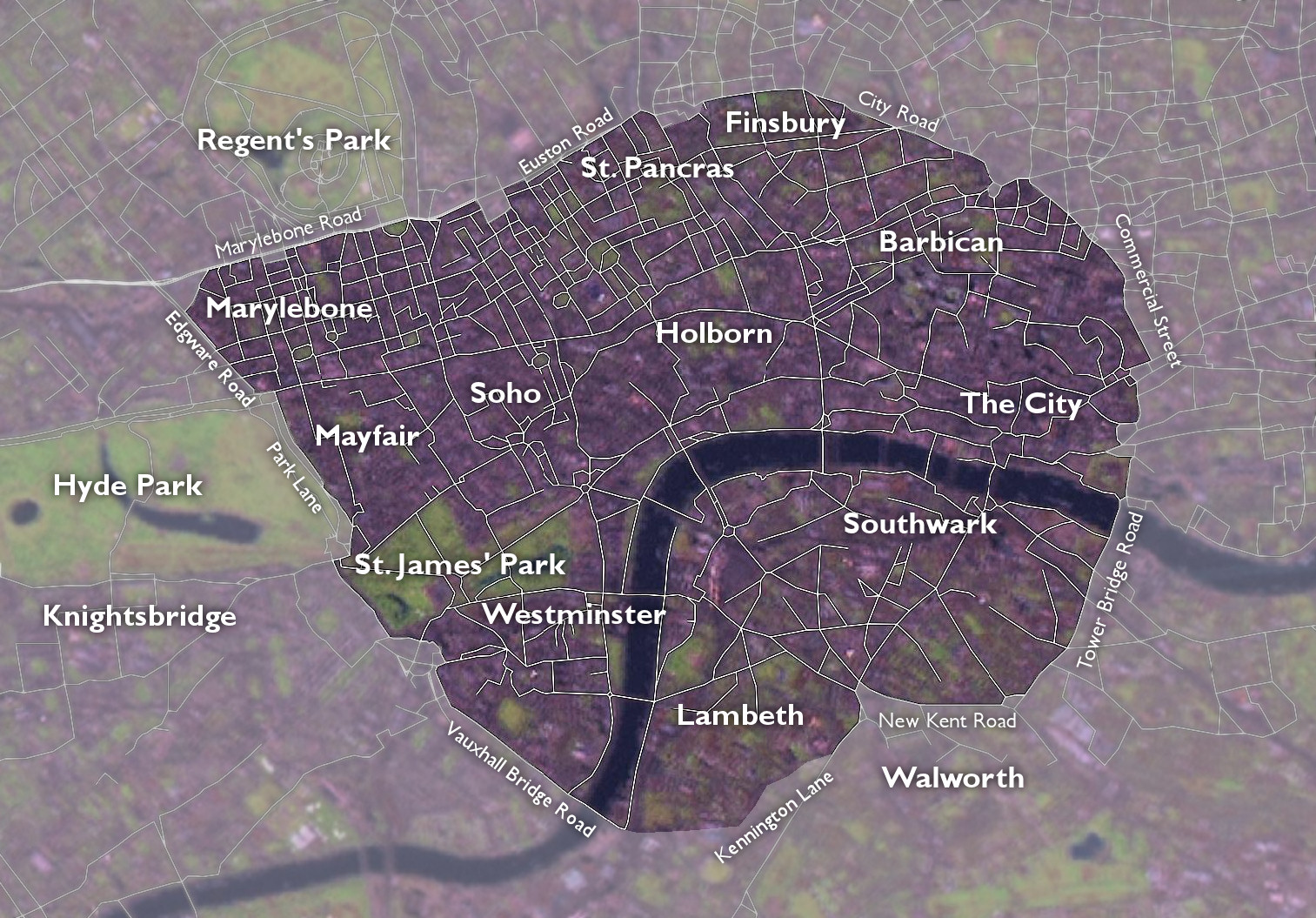
Le péage urbain de Londres s'appliquait aux conducteurs inclus dans la zone, mais plus depuis son expansion vers l'ouest.

Le London Inner Ring Road est le nom communément donné à l'itinéraire constitué d'un certain nombre de routes et qui encercle la plupart du centre de Londres. La ceinture périphérique formait précédemment la frontière de la zone à péage urbain de Londres, avant son expansion occidentale.